# Silvia Manrique
Silvia Manrique Pérez (Llodio, 16 maart 1973) is een Spaans hockeyster.
Manrique werd met de Spaanse ploeg in 1992 in eigen land olympisch kampioen.

## Erelijst
- 1991 - 6e Champions Trophy Berlijn
- 1992 –  Olympische Spelen in Barcelona
- 1994 – 5e Wereldkampioenschap in Dublin [1]
- 1995 –  Europees kampioenschap in Amstelveen
- 1996 – 8e Olympische Spelen in Atlanta